# 麝香章魚
麝香章魚（學名：Eledone moschata），是麝香蛸属的一種章魚，生活於地中海400米以上海域的海床上，偶爾也見於臨近地中海的大西洋海域。它以主要以甲殼動物為食，但也吃各種軟體動物和魚類。

## 特征
最大的麝香章魚發現於伊茲米爾灣，其外套膜長188（7.4英寸），全長740（29英寸），重1,414克（3.1英磅）。它與同屬的卷曲章鱼有很近的親緣關係，但其表皮更加光滑，並帶有麝香味。